# Stanisław Słonina

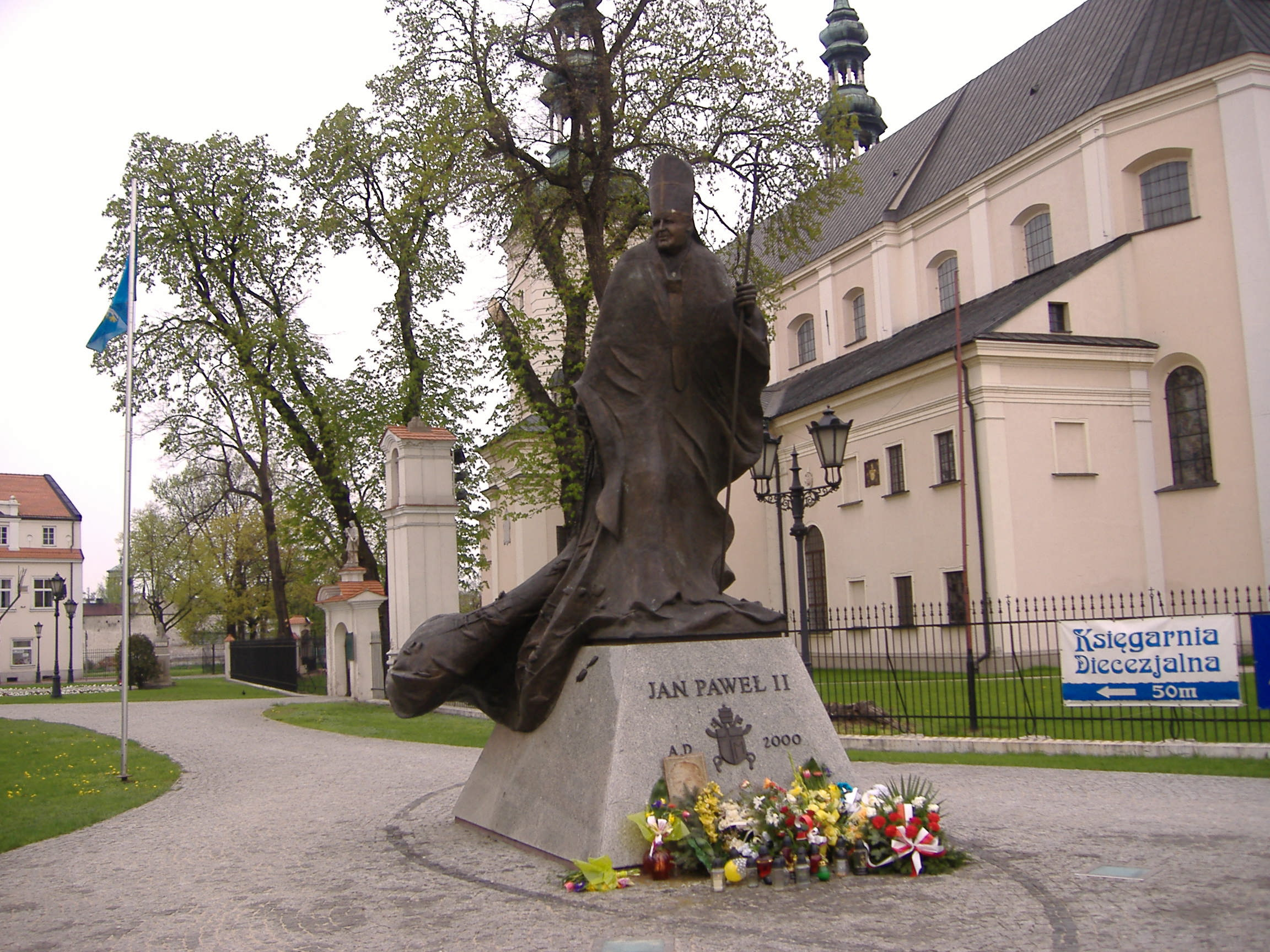
Pomnik papieża Jana Pawła II w Łowiczu (2000)

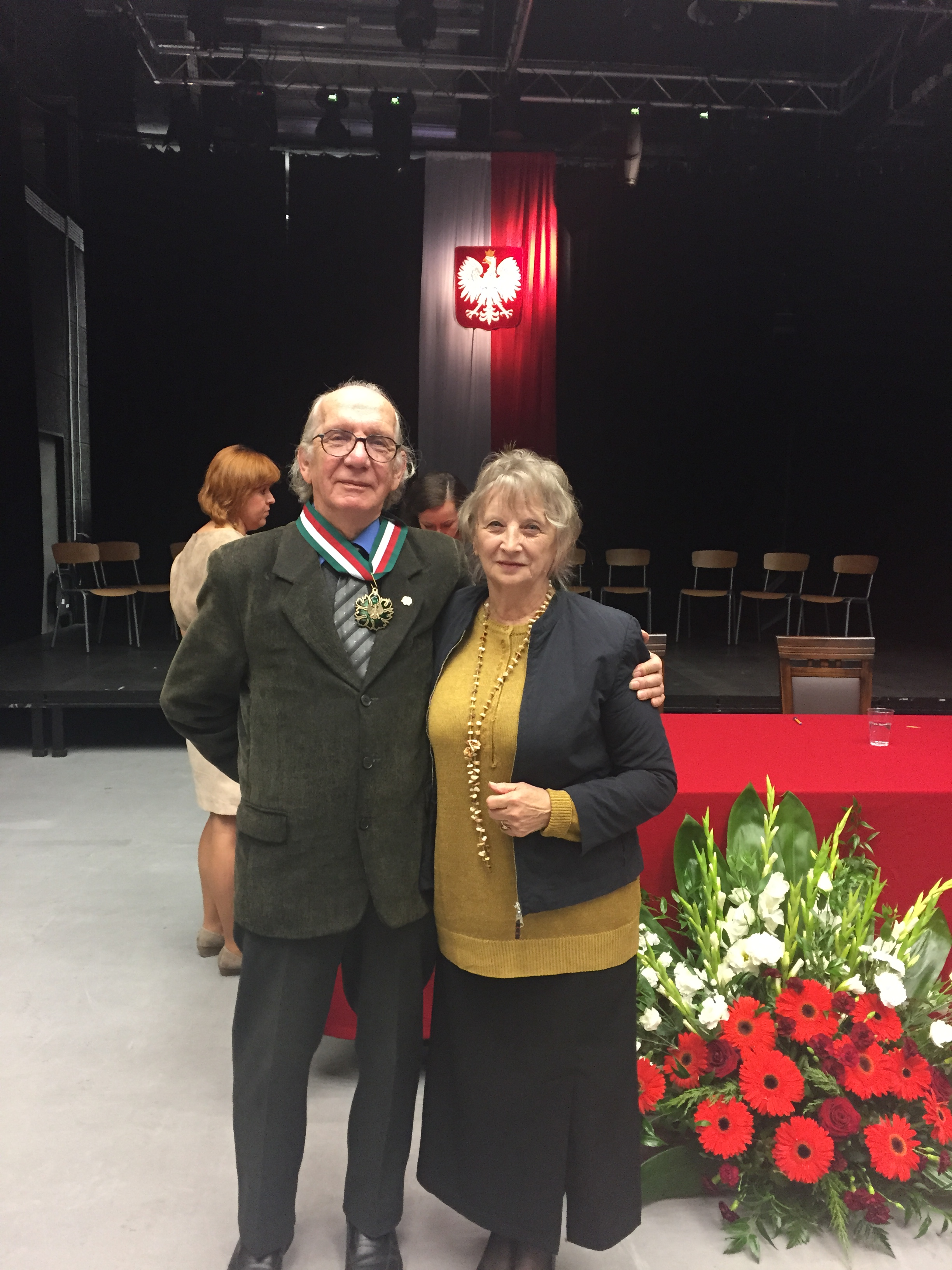
Stanisław Słonina z małżonką Elżbietą (2015)

Stanisław Słonina (ur. 11 kwietnia 1936 w Krzczonowie) – polski rzeźbiarz, pedagog.

## Życiorys
W roku 1956 ukończył Państwowe Liceum Technik Plastycznych w Zakopanem. W latach 1956–1962 studiował na Wydziale Rzeźby Akademii Sztuk Pięknych w Warszawie. Pracę dyplomową wykonał w pracowni Mariana Wnuka. Od roku 1964 jest członkiem grupy Rekonesans. W 1986 został mianowany profesorem zwyczajnym. Od roku 1978 do 1981 był prorektorem warszawskiej uczelni. W latach 1981–1984 oraz 1996–1999 był dziekanem Wydziału Rzeźby. Uprawia rzeźbę, medalierstwo i rysunek. Zajmuje się również eseistyką.

## Wybrane wystawy indywidualne
- Galeria Kordegarda, Warszawa (1972, 1980)
- Biuro Wystaw Artystycznych, Puławy (1983)
- Biuro Wystaw Artystycznych, Jelenia Góra (1985)
- Stara Kordegarda, Warszawa (1988)
- Biuro Wystaw Artystycznych, Zakopane (1988)
- Biuro Wystaw Artystycznych, Łomża (1989)
- Biuro Wystaw Artystycznych, Suwałki (1989)
- Biuro Wystaw Artystycznych, Częstochowa (1993)

## Odznaczenia i nagrody
- Grand Prix UNESCO w Monte Carlo (1965)
- III nagroda w ogólnopolskim konkursie na Pomnik Kobiety (1977)
- Wyróżnienie w konkursie na medal 35-lecia zwycięstwa (1979)
- Nagroda im. Brata Alberta w Krakowie (1985)
- Złoty medal za rzeźbę „Tetoriente”, Zachęta, Warszawa (1985)
- Wyróżnienie w konkursie 200 lat Konstytucji 3 Maja (1991)
- Medal na Bienale Sztuki Sakralnej w Gorzowie (1994)
- Złoty medal Parlamentu Argentyny – za realizację pomnika Jana Pawła II w Buenos Aires w 1999 (2000)
- Krzyż Oficerski Orderu Odrodzenia Polski (2004)[2]
- Nagroda Miasta Kielce (2010)[3]
- Złoty Medal „Zasłużony Kulturze Gloria Artis” (2015)[4]

## Wybrane realizacje
- Nagrobek Mariana Wnuka, Powązki, Warszawa (1968)
- Pomnik Henryka Sienkiewicza, Włocławek (1971)
- Pomnik majora Henryka Dobrzańskiego, ps. „Hubal”, Kielce (1976)[5]
- Rzeźby Wenus i Mars dla Urzędu Rady Ministrów (1977)
- Popiersie Swiatosława Richtera, Filharmonia Pomorska im. Ignacego Jana Paderewskiego w Bydgoszczy (1985)[6]
- Rzeźba Promethidion, Muzeum Romantyzmu, Ostromeck (1988)
- Tablica pamiątkowa ku czci Krzysztofa Kamila Baczyńskiego, Warszawa (1989)
- Pomnik Józefa Piłsudskiego, Częstochowa (1990)
- Pomnik papieża Jana Pawła II, Łowicz (2000)